# David Fleischer
David Verge Fleischer é um cientista político americano, radicado no Brasil. É professor emérito da Universidade de Brasília.

## Biografia
Natural de Washington, D.C., seus pais adquiriram uma pequena fazenda de cerca de 40 hectares em Albany, onde Fleischer cresceu e foi educado. Além da fazenda, seus pais tinham empregos públicos, o pai com formação em química e a mãe atuava como professora substituta e lobista pelos interesses dos assistentes sociais.
Visitou o Brasil pela primeira vez em 1962. Chegou ao estado de Minas Gerais para trabalhar na EMATER-MG junto com os voluntários do Corpo da Paz. Foi neste contexto que conheceu a sua esposa.

## Carreira acadêmica
É graduado em Ciência Política pelo Antioch College (1966), com especialização em Técnicas de Pesquisa pela Universidade de Michigan (1968), mestre em Estudos Latino-americanos (1968) e doutor em Ciência Política (1972), pela Universidade da  Flórida, com pós-doutorado na Universidade  do Estado de Nova York  (1982). 
É professor emérito da Universidade de Brasília (UnB), onde ingressou como docente em 1972. Foi também professor visitante na UFMG,  na Universidade de Washington e na Universidade Estadual de Nova York, na Universidade da Flórida, na Universidade do Estado de Nova Iorque em Albany e na  Universidade George Washington.
Coordena o Instituto Sociedade, População e Natureza (ISPN), ONG que prega o crescimento econômico com equilíbrio social e ambiental. Preside a Transparência, Consciência e Cidadania (TCC-Brasil). 

## Publicações
É autor, coautor ou organizador de cerca de vinte livros e contribuiu com capítulos de mais de cinquenta livros.

### Alguns livros publicados
- Brazil in Transition (Politics in Latin America)  (com Robert G. Wesson).  Praeger Publishers,1983
- Brazil's Economic and Political Future (com Pamela S. Falk e Julian Chacel,  eds.)  Westview Press, 1988
- Os partidos políticos no Brasil. Editora Universidade de Brasília, 1981
- Corruption in Brazil, Past and Present: Defining, Maeasuring and Reducing. Washington: Center for Strategic and International Studies, 2002. 42p .
- De Facção a Partido: A Fundação e Evolução do PSDB, 1987-1998. (com J.R. Marques) Brasília: Inst. Teotonio Vilela, 1999. 325p .
- Brazilian Political Parties and Party Systems, 1945-1997. Washington, DC: George Washington University, 1998. 162p .
- Las Consecuencias Politicas del Sistema Electoral Brasileno: Partidos Politicos, Poder Legislativo y Governabilidad. San José, Costa Rica: CAPEL/IIDH, 1995. 219p .
- Brazilian Politics: Structures, Process, Elections, Parties and Political Groups (1985-1995). George Washington University, 1995. 106p .